# Ülo
Ülo ist ein estnischer männlicher Vorname. Die weibliche Form von Ülo ist Ülle. 
Der Name ist in Estland relativ gebräuchlich.
Der Name ist ostseefinnischen Ursprungs. Er stammt aus der Zeit vor der Christianisierung Estlands.

## Namensträger
- Ülo Mattheus (* 1956), estnischer Schriftsteller und Journalist
- Ülo Nugis (1944–2011), estnischer Politiker
- Ülo Sooster (1924–1970), avantgardistischer estnischer Künstler
- Ülo Tuulik (* 1940), estnischer Schriftsteller